# 胡爾 (樂器)
胡爾，蒙古族的弓弦樂器，本無定制，由呼和巴特與周印共同研發成現今制式。
為紅木所製，琴頭多雕成馬頭，張2條弦。千斤亦為紅木所製，可調教高度。取雙共鳴箱設計，外為副共鳴箱，橢圓形或圓角方形，兩頭開通。主共鳴箱固定於副共鳴箱內，八角形，一面蒙以蠎蛇皮，另一面為音窗，兩頭與副共鳴箱齊平。
胡爾的內、外弦定弦為g1和d2，音色清脆響亮，大量采用馬頭琴、四胡和二胡的演奏技巧。

## 主要樂曲
- 《蒙古胡爾贊》
- 《九月風光》